# Núi Bà Đen
Núi Bà Đen là ngọn núi lửa đã tắt nằm phần lớn ở phường Bình Minh, tỉnh Tây Ninh, Việt Nam. Với độ cao 986 m, đây là ngọn núi cao nhất miền Nam Việt Nam hiện nay, được mệnh danh "Đệ nhất thiên sơn".
Theo Gia Định thành thông chí, tên gốc của núi Bà Đen là Bà Dinh. Những bậc kỳ lão địa phương thì cho rằng tên gốc là núi Một. Đến khoảng nửa thế kỷ XVIII mới xuất hiện tên gọi núi Bà Đênh, sau gọi trại dần thành núi Bà Đen. Cũng có người gọi là núi Điện Bà. Trong Chiến tranh Việt Nam, khu vực xung quanh núi là một điểm nóng khi là nơi đường mòn Hồ Chí Minh kết thúc và cách biên giới Campuchia vài km về phía Tây.
Khu vực này thực chất là một cụm gồm ba núi nằm liền kề nhau là Núi Bà Đen (còn được gọi tắt là Núi Bà), Núi Heo và Núi Phụng trên tổng diện tích 24 km². Quần thể Núi Bà Đen được Bộ Văn hóa (nay là Bộ Văn hóa, Thể thao và Du lịch) công nhận là di tích lịch sử và danh thắng cấp quốc gia vào ngày 21 tháng 1 năm 1989.

## Đặc điểm và địa lý

### Núi Bà Đen (núi Bà)
Ở độ cao 986 mét (3.235 ft), ngọn núi lửa đã tắt này mọc lên từ khu đất nông nghiệp bằng phẳng của vùng Đông Nam bộ. Ngọn núi gần như là một hình nón hoàn hảo và hơi phình ra ở phía Tây Bắc. Núi Bà Đen sở hữu nhiều hang động và được bao phủ bởi nhiều đá bazan lớn. Vị trí của ngọn núi nằm ở phía Đông Bắc thành phố Tây Ninh, thuộc địa phận xã Thạnh Tân và cách trung tâm thành phố 11 km; cách Thành phố Hồ Chí Minh 96 km về phía Tây Bắc.
Một loài tắc kè, Gekko badenii (tắc kè núi Bà Đen), đã được đặt theo tên ngọn núi và là loài đặc hữu của ngọn núi.

### Núi Đất (Núi Heo)
Núi Đất hay còn được người dân địa phương gọi là núi Heo là ngọn núi thấp nhất trong quần thể 3 ngọn núi Bà Đen. Theo bản đồ hành chính tỉnh Tây Ninh vào năm 2002, thì núi Heo nằm ở phía Tây của núi Bà Đen với đỉnh cao 341 m.

### Núi Phụng
Núi Phụng là một ngọn núi nằm ở phía Tây Bắc của núi Bà Đen, gần phía đường 785 với độ cao 419 m.

### Thung lũng Ma Thiên Lãnh
Thung lũng Ma Thiên Lãnh là một thung lũng nằm trong quần thể núi Bà Đen, là nơi tiếp giáp giữa ba ngọn núi là núi Đất, núi Phụng và núi Bà Đen thuộc địa phận xã Thạnh Tân, thành phố Tây Ninh.

## Lịch sử

### Giai đoạn trướcChiến tranh Việt Nam

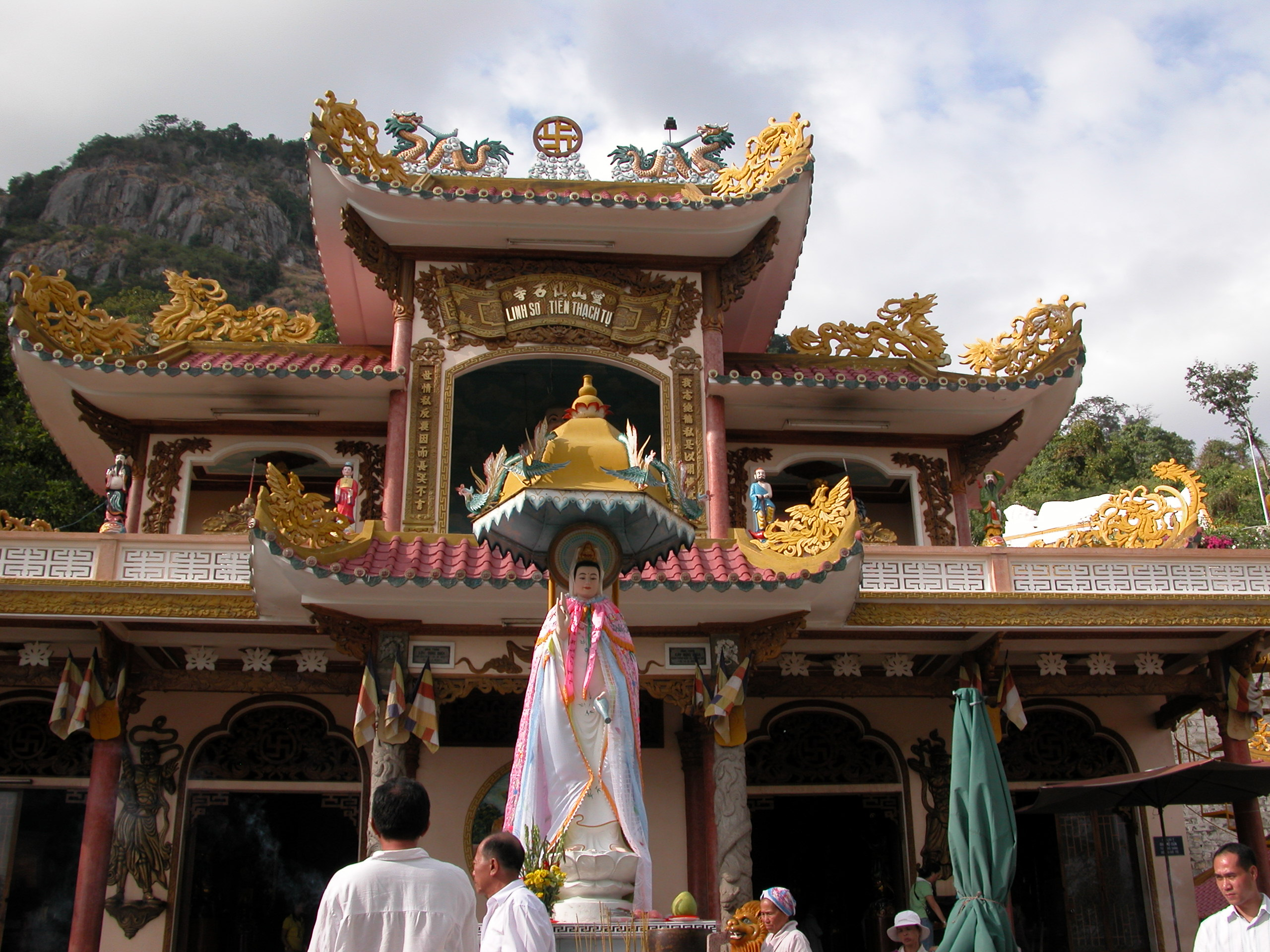
Linh Sơn Thiên Thạch, một ngôi chùa trên núi Bà Đen

Theo thần thoại Khmer lâu đời đã có nhắc đến một nữ thần, Neang Khmau, người đã để lại dấu chân của mình trên đá núi. Còn tại Việt Nam cũng đã có nhiều truyền thuyết khác nhau tại ngọn núi này như:
- Truyền thuyết thứ nhất cho rằng, ngày xưa, chủ vùng núi này là người phụ nữ Phù Nam có tên là Rê Đeng. Do người đời sau đọc lại thành Đen.[12]
- Truyền thuyết thứ hai cho rằng, bà Đen tên thật là Lý Thị Thiên Hương, con gái một vị quan trấn nhậm Trảng Bàng thuộc triều Nguyễn tên là Lý Thiên. Mẹ là bà Ðặng Ngọc Phụng, người gốc ở Bình Ðịnh vào Trảng Bàng lập nghiệp. Trong làng có chàng trai Lê Sĩ Triệt, mồ côi cha mẹ, văn hay võ giỏi. Lần nọ, Thiên Hương lên núi cúng chùa bị một đám côn đồ vây bắt. Giữa lúc nguy khốn thì chàng Lê Sĩ Triệt xông ra đánh đuổi, cứu được nàng. Ðể đáp ơn chàng, cha mẹ nàng Thiên Hương hứa gả nàng cho Lê Sĩ Triệt. Chưa kịp đám cưới thì Lê Sĩ Triệt phải tòng quân đánh Tây Sơn.[12] Trong một lần lên núi cúng thì Lý Thị Thiên Hương bị kẻ xấu vây bắt, toan hãm hiếp. Để giữ lòng trung trinh, nàng Hương nhảy xuống khe núi tử tiết. Sau khi chết, Lý Thị Thiên Hương hiển thánh báo mộng cho vị sư trụ trì trên núi biết. Trong mộng, nàng Hương xuất hiện trong hình dáng một người phụ nữ đen đúa? Vị sư bèn đi tìm thi thể nàng đem về mai táng. Vì vậy, vị sư gọi nàng là nàng Đen. Người đời sau gọi là Bà Đen để tỏ lòng tôn kính.[12]
- Truyền thuyết thứ ba có ghi trong quyển "Sự tích Thánh Mẫu Phật Bà Tây Ninh" rằng: Thuở mới khai hoang vùng đất, một viên quan trấn thủ vùng chân núi Một có hai người con. Người con trai tên là Thạch Biên. Người con gái là Thạch Nương, tên thường gọi là Đênh. Khi nàng Đênh 13 tuổi, có một nhà sư tên là Trung Vân Danh, đạo hiệu Trừng Thanh tìm đến lưng chừng núi Một dựng chùa thờ Phật. Mộ đạo, nàng Đênh đã xin theo nhà sư Trừng Thanh học đạo. Thấy nàng Đênh xinh đẹp, quan trấn thủ Trảng Bàng cho người mai mối xin cưới cho con trai. Khi hai gia đình chuẩn bị lễ vật cho lễ cưới thì bất ngờ nàng mất tích. Gia đình hai bên cho người tìm kiếm khắp nơi thì phát hiện một khúc chân nghi là của nàng Đênh. Mọi người đồn đoán rằng nàng Đênh đã bị cọp vồ. Gia đình mai táng khúc chân và lập mộ cho nàng dưới chân núi.[12]

Nơi đây còn có ý nghĩa đặc biệt đối với cộng đồng Phật tử Việt Nam khi có một ngôi chùa nổi tiếng nằm ở độ cao khoảng 2/3 đường lên núi. Ngoài ra, đối với đạo Cao Đài, ngọn núi có ý nghĩa tôn giáo đặc biệt và đền thờ của đạo, Tòa Thánh Tây Ninh, nằm gần ngọn núi.
Trong Chiến tranh thế giới thứ hai, ngọn núi đã bị quân Nhật Bản chiếm đóng, sau đó bị Việt Minh, Pháp và Mặt trận Dân tộc Giải phóng miền Nam Việt Nam (MTDTGPMN) kiểm soát.

### Giai đoạnChiến tranh Việt Nam

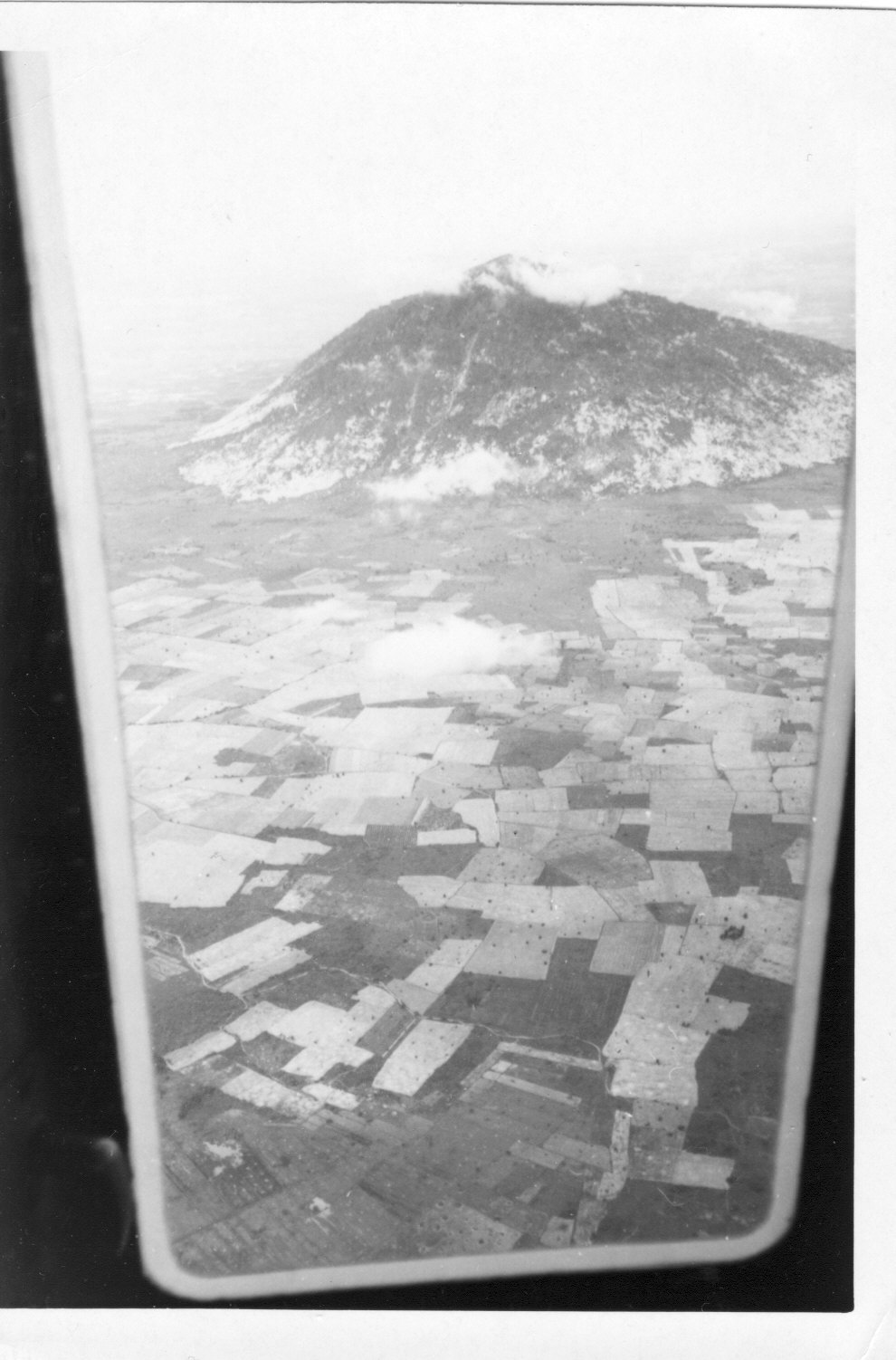
Núi Bà Đen nhìn từ trên không, 1971.

Do Đồng bằng sông Cửu Long, nói chung là một khu vực khá bằng phẳng nên ngọn núi gần như có thể khái quát tầm nhìn một khu vực rộng lớn, trở thành một vị trí chiến lược cho cả hai phe trong chiến tranh. Vào tháng 5 năm 1964, ngọn núi đã bị tấn công bởi Lực lượng MIKE số 3 của Hoa Kỳ. Tại đây, tiểu đoàn Tín hiệu 121 đã thiết lập một trạm chuyển tiếp vô tuyến mang tên Granite Romeo Tango vào tháng 2 năm 1966. Được tiếp tế từ lực lượng không quân trong phần lớn cuộc chiến, Hoa Kỳ đã kiểm soát phần trên và MTDTGPMN kiểm soát phần dưới và xung quanh chân núi.
Vào đêm ngày 13 tháng 5 năm 1968, lúc này 140 lính của Hoa Kỳ đang chiếm đóng đã bị MTDTGPMN tấn công. Đến 2 giờ 30 phút sáng ngày 14 tháng 5, MTDTGPMN đã bị đánh đuổi bởi hỏa lực và pháo binh dội ngược lại. Kết quả, 24 lính Hoa Kỳ thiệt mạng, 25 lính MTDTGPMN bị giết và 2 lính Hoa Kỳ mất tích.
Vào tháng 1 năm 1969, ngọn núi đã bị lực lượng Lữ đoàn 1 thuộc Tiểu đoàn 3, Trung đoàn 22, Tiểu đoàn 4, Trung đoàn 23 và xe tăng của Tiểu đoàn 2, Trung đoàn 34 Thiết giáp khám xét. Trong các đường hầm lòng núi, họ đã tìm thấy các kho chứa vũ khí và giao tranh với lực lượng MTDTGPMN trên núi. Trong suốt cuộc chiến, khi thất thế, quân lực của MTDTGPMN luôn trở về núi và các căn cứ trong các hang động.
Đại tá Donald Cook là quân nhân Thủy quân Lục chiến đầu tiên bị bắt trong chiến tranh Việt Nam. Trong một thời gian, anh đã bị giam giữ gần núi Bà Đen.
Vào đầu tháng 12 năm 1974, trận chiến ác liệt ở Tây Ninh bắt đầu, với tên lửa của Quân đội nhân dân Việt Nam (QĐNDVN) rơi xuống thủ phủ tỉnh Tây Ninh và các cơ sở quân sự lân cận. Đại đội 3 gồm 80 người, Tiểu đoàn 314 Biên phòng bảo vệ trạm tiếp sóng điện đài trên đỉnh Núi Bà Đen bắt đầu hứng chịu các đợt tấn công với cường độ và tần suất ngày càng tăng. Việc tiếp tế và sơ tán bằng trực thăng đã trở nên bất khả thi, mặc dù chỉ huy đại đội đã báo cáo có đủ lương thực và đạn dược, nhưng nước đã cạn kiệt và một số người bị thương nặng cần phải sơ tán. Các cuộc tấn công của QĐNDVN vào núi Bà Đen tiếp tục trong suốt tháng 12 năm 1974. Không lực Việt Nam Cộng hòa đã cố gắng tiếp tế cho quân đội trên đỉnh núi nhưng thất bại. Cuối cùng vào ngày 6 tháng 1 năm 1975, khi không có thức ăn và nước uống, đạn dược đã sử dụng gần hết, đại đội đã đưa thương binh và rút xuống núi về tuyến sau.

## Du lịch

Hình ảnh núi Bà Đen nhìn từ trung tâm thành phố Tây Ninh.

Vào năm 2014, đại diện Văn phòng Chính phủ, Phó Thủ tướng Vũ Đức Đam đã ký quyết định "Quy hoạch tổng thể phát triển Khu du lịch quốc gia núi Bà Đen, tỉnh Tây Ninh đến năm 2020, tầm nhìn đến năm 2030". Những năm sau đó, đề án quy hoạch về khu du lịch vẫn luôn được đề cập bổ sung trong đó có quyết định về việc quy hoạch diện tích khu du lịch 2.903,79 ha và nghiên cứu phát triển cùng Tòa Thánh Tây Ninh và hồ Dầu Tiếng.
Đến năm 2017 – 2018, Tập đoàn Sun Group đã bắt đầu hợp tác với Ủy ban nhân dân tỉnh Tây Ninh quy hoạch xây dựng Khu du lịch quốc gia núi Bà Đen với tên gọi "Sun World Ba Den Mountain" với tổng mức đầu tư giai đoạn 1 hơn 2.000 tỷ đồng. Năm 2022, Khu du lịch quốc gia núi Bà Đen trở thành 1 trong 5 điểm đến đông khách nhất cả nước.

## Sạt lở
Vào chiều ngày 14 tháng 11 năm 2021, một số khu vực tại núi Bà Đen đã xảy ra tình trạng sạt lở đất, đá từ đỉnh núi xuống. Nguyên nhân ban đầu được cho là do mưa lớn cục bộ suốt 2 tuần tại Tây Ninh. Một ngày sau đó, lực lượng thuộc Ban quản lý khu du lịch quốc gia núi Bà Đen và Chi cục Kiểm lâm đã kiểm tra và nguyên nhân chính thức được đưa ra là do có một khối đất đá được tập kết phục vụ thi công trên đỉnh núi đã bị đẩy trôi, tạo thành dòng bùn đất chảy xuống thành vệt dài. Tuy nhiên, sự cố không gây thiệt hại về người.

## Leo núi Bà Đen

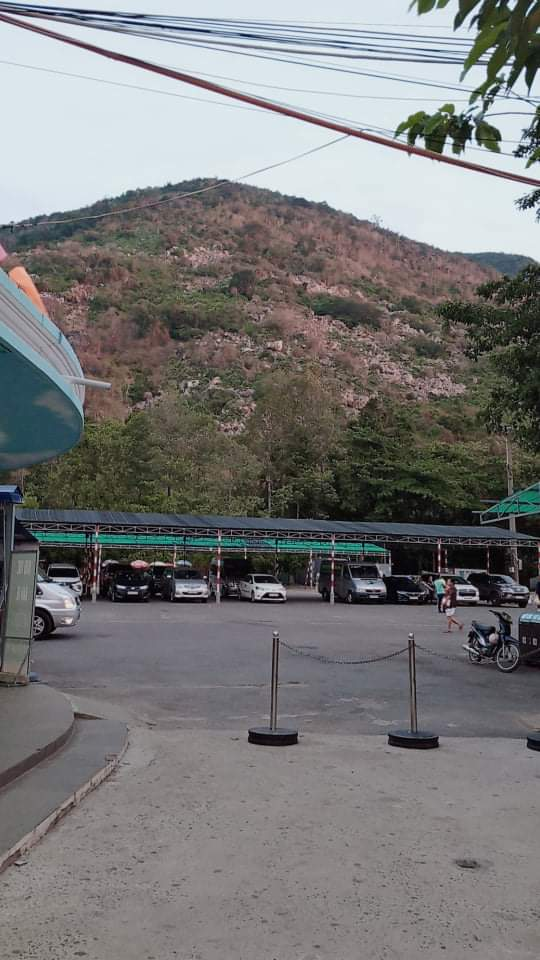
Núi Bà Đen vào năm 2019

Có hai tuyến đường để du khách leo lên đỉnh núi Bà Đen là đường mòn nằm sau lưng chùa Bà, đoạn đường này được cho là khá dốc, ngắn nhưng lại ẩn chứa nhiều nguy hiểm như đá lở, trơn trượt và rắn độc. Ở dọc đường có 4 trạm tiếp tế thức ăn và lương thực. Hai đường mòn khác là bắt đầu từ đài Liệt sĩ đi theo các cột điện lên đỉnh núi. Đường này dễ đi, tuy nhiên khá dài, nắng và không có trạm tiếp tế.
Tuy nhiên, đến ngày 14 tháng 5 năm 2021, ông Phạm Văn Hải, Phó trưởng ban quản lý Khu du lịch quốc gia núi Bà Đen, thuộc UBND tỉnh Tây Ninh đã có thông báo về việc yêu cầu tạm dừng chinh phục đỉnh núi Bà Đen bằng đường bộ như đường từ chùa Bà lên đỉnh, đường cột điện và đường mòn khu vực Ma Thiên Lãnh. Lý do được Ban quản lý đưa ra là do ảnh hưởng từ mùa mưa bão, gây xói mòn, sạt lở, nguy hiểm đến các phượt thủ và đồng thời, nhà đầu tư đang xây dựng công trình đường bộ lên đỉnh núi Bà Đen.

## Lễ hội Xuân núi Bà Đen
Lễ hội Xuân núi Bà Đen được tổ chức bắt đầu từ mùng 4 tháng Giêng cho đến hết tháng Giêng hằng năm với 3 ngày quan trọng nhất là mùng 4, 5 và 6. Trong dịp này những người hành hương về Núi Bà, thường xin những gói giấy đỏ trong đựng một nhúm gạo, hoặc tiền lẻ coi như xin lộc Bà đầu năm để làm ăn phát lộc, phát tài.
Vào năm 2022, Lễ hội Xuân núi Bà Đen đã thu hút lượng khách tham quan nhiều nhất ở khu vực Đông nam Bộ. Ngày 14 tháng 8 năm 2019, Bộ Văn hóa, Thể thao và Du lịch đã công nhận lễ vía bà Linh Sơn Thánh Mẫu núi Bà Đen là Di sản văn hóa phi vật thể quốc gia. Đây được xem là lễ hội dân gian lớn ở Tây Ninh nói riêng và khu vực Đông Nam Bộ nói chung.